# François Hallier
François Hallier (né à Chartres en février 1596, mort le 23 juillet 1659), ecclésiastique, fut évêque de Cavaillon de 1657 à 1659.

## Biographie
François Hallier, fils de Jean Hallier et de Marie de Tunais, est natif de Chartres. Il étudie la philosophie et l'enseigne très jeune. Puis il étudie la théologie à l'université de Paris et il est docteur en théologie dès 1624. Chanoine du chapitre de Chartres il est le précepteur de l'abbé commendataire et futur évêque Ferdinand de Neufville de Villeroy qu'il accompagne à Rome où il rencontre le pape Urbain VIII. Il se rend ensuite à Naples, en Grèce et en Angleterre. Il est l'auteur de nombreux ouvrages dont vers 1630 son célèbre livre sur les élections et les ordinations. Le cardinal de Richelieu cherche à se l'attacher, le pape Urbain VIII envisage même un moment de le nommer cardinal. Il se rend célèbre par son opposition au jansénisme mais il écrit aussi en 1644 un Traité contre les Jésuites. Il est promoteur lors de l'Assemblée du clergé de 1645, syndic de la faculté de théologie de la Sorbonne en 1649 ; il est député à Rome par ses pairs en 1652 et il est à l'origine de la bulle pontificale Cum occasion contre les cinq propositions de Jansénius. 
Il effectue un 3e voyage à Rome en 1656 et c'est le pape Alexandre VII qui le nomme finalement évêque de Cavaillon et le consacre en 1657. Son épiscopat est bref, il meurt deux ans après.